# Nieuwesluizervaart
De Nieuwesluizervaart is een hoofdwatergang in de Wieringermeerpolder in de Nederlandse provincie Noord-Holland. De vaart loopt van de Ulketocht tot de Slootvaart. De Nieuwesluizervaart heeft een lengte van vier kilometer.